# UFC 226
UFC 226: Miocic vs. Cormier fue un evento de artes marciales mixtas celebrado por Ultimate Fighting Championship el 7 de julio de 2018 en el T-Mobile Arena en Paradise, Nevada, Estados Unidos.

## Historia
Después de que ambos hombres defendieran con éxito sus respectivos títulos en UFC 220 en enero de 2018, se espera un combate entre el actual campeón de peso pesado de UFC Stipe Miocic y el actual campeón de peso semipesado de UFC Daniel Cormier para encabezar el evento. También se espera que sirvan como entrenadores en The Ultimate Fighter: Undisputed. Si tiene éxito, Cormier se convertiría en el segundo peleador en ser campeón en dos divisiones simultáneamente (después de Conor McGregor, que ganó el campeonato de peso ligero de UFC en UFC 205 cuando era el actual campeón de peso pluma de UFC), así como el quinto general en ganar un título en diferentes divisiones. Esta será la tercera vez en la historia de UFC que los campeones en diferentes divisiones pelearán por el mismo título, tras UFC 94 y UFC 205.
El campeón de peso pluma de UFC Max Holloway iba a pelear contra el contendiente de peso pluma y excampeón de peso ligero de UFC Frankie Edgar en UFC 222, pero después de sufrir una lesión, se vio obligado a retirarse de la pelea de campeonato. El invicto Brian Ortega reemplazó a Holloway en el evento principal de la noche. Ortega ganó por nocaut en la primera ronda, convirtiéndose en el primer hombre en noquear a Edgar. Después de su actuación se programó una pelea por el campeonato entre Holloway y Ortega en el UFC 226. Sin embargo, el 4 de julio, Holloway fue descartado de la pelea debido a "síntomas de conmoción cerebral". Tras esto, Ortega también fue retirado de la tarjeta.

## Resultados
1. ↑  Por el campeonato de peso pesado de UFC.

## Premios extra
Cada peleador recibió un bono de $50 000.
- Pelea de la Noche ($100,000): No acordado
- Actuación de la Noche: Daniel Cormier, Anthony Pettis, Khalil Rountree Jr., y Paulo Costa